# Pomeranian
En pomeranian (også kendt som Pom eller Pom Pom) er den mindste af spidshunderacerne. En pomeranian er navngivet efter Pommern i Centraleuropa (i dag del af østlige Tyskland og nordlige Polen). En pomeranian er klassificeret som en dværghund opdræt pga. dens lille størrelse. Hunden vejer 2-4 kg og er 20 cm høj (+/- 2 cm). Hunde under 18 cm er uønskede hos DKK.

## Fodnoter
1. ↑  Dansk Kennel Klub – For hundeejere Arkiveret 24. juli 2012 hos  Wayback Machine, yderligere tekst.